# روز هندرسون
روز هندرسون هي سفرجات كندية، (و. 1871 – 1937 م).